# Enrique Atalaya
Pour les articles homonymes, voir Atalaya.
Enrique Atalaya y González est un peintre espagnol de genre, né le 1er mai 1851 à Murcie et mort le 26 juillet 1913 dans le 6e arrondissement de Paris. En 1899, il acquiert la nationalité française.

## Biographie
Enrique Atalaya est le fils de Francisco Atalaya et de Nicolasa González González. Baptisé avec les prénoms de José Atanasio Antolín, il adopte celui d'Enrique dans sa carrière d’artiste.
Il reste jusqu'à ses dix huit ans dans sa ville natale, puis va à Madrid, où il habite pendant dix ans. Entre-temps, il sert quatre ans l'armée régulière pendant la guerre carliste. Il se marie à Madrid, ville dans laquelle il a deux enfants avant de partir en 1879 pour la France à Paris où il aura six autres enfants.
Il a été fait chevalier de la Légion d’honneur le 18 août 1899.  

## Carrière artistique
Formé à Murcie, il est le disciple du peintre Germán Hernández Amores. Établi à Madrid en 1869, il poursuit ses études à l'Académie de Beaux-Arts et fréquente régulièrement le Prado, où il s’entraîne à copier les œuvres classiques.
Très tôt attiré par les scènes de genre, il s’en fait rapidement une spécialité. En 1877 il imagine un nouveau procédé pictural, sans huile ni vernis, qu’il présente à l'Académie.
En 1880, il s’installe à Paris. Il y dessine, et participe à l'Exposition universelle de Paris de 1889 avec cinq dessins du premier chapitre de Don Quichotte. Il excelle surtout dans la production de petites scènes de genre, peintes sur des cartes de visite à son nom ; à ce titre, il est membre de la Société des peintres enlumineurs et miniaturistes.

## Galerie

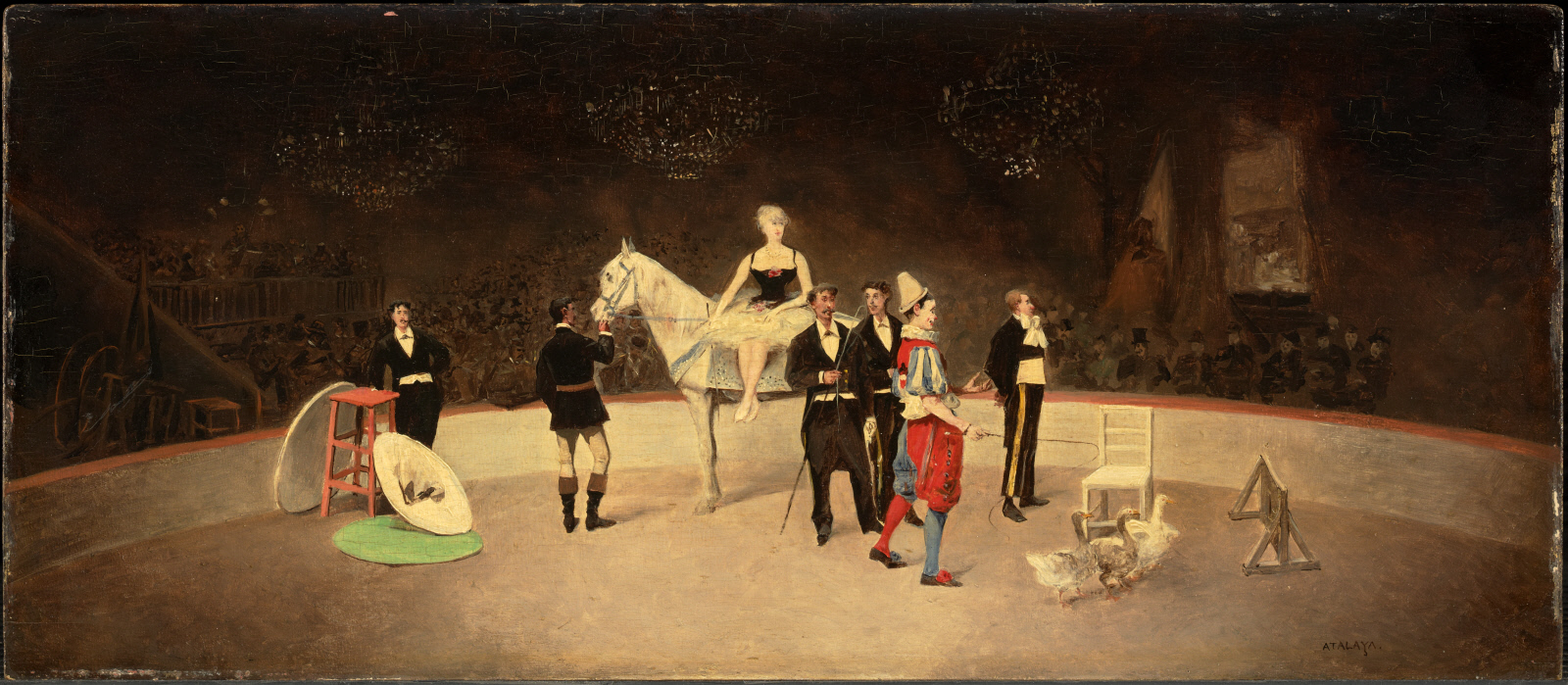
Circus Scene, Huile sur panneau, 16.5 x 37.8 cm, Clark Art Institute